# La Coalition Humanitaire
La Coalition Humanitaire (en anglais: Humanitarian Coalition ) regroupe 12 organisations non gouvernementales canadiennes composées d'Action contre la faim Canada, Banque canadienne de grains, Canadian Lutheran World Relief, CARE Canada, Médecins du monde Canada, Humanité & Inclusion Canada, Islamic Relief Canada, Oxfam Canada, Oxfam-Québec, Plan International Canada, Aide à l'enfance Canada et Vision mondiale Canada.
La mission déclarée de la Coalition humanitaire est de « réunir les principaux organismes canadiens de bienfaisance afin d'offrir aux Canadiens un moyen simple et efficace d'aider lors de catastrophes humanitaires internationales. Les organismes membres unissent leurs forces pour recueillir des fonds, s'associer au gouvernement et mobiliser les médias, les entreprises et les particuliers canadiens. »
Depuis 2010, la Coalition humanitaire a lancé des campagnes de levée de fonds pour l'urgence au Liban en 2024, l'urgence Humanitaire à Gaza en 2023, la crise en Ukraine en 2022, le tremblement de terre d'Haïti en 2021, l'explosion de Beyrouth en 2020, le Cylone Idai en 2019, la crise de la faim dans certaines régions en Afrique et au Yémen en 2017, la crise des réfugiés syriens en 2015-2016, le tremblement de terre au Népal en 2015, l'épidémie d'Ebola en 2014, la crise alimentaire au Sahel en 2012, la sécheresse en Afrique de l'Est en 2011, le tremblement de terre au Japon en 2011, les inondations au Pakistan en 2010 et le séisme en Haïti en 2010 .
D'autres urgences précédentes incluent le typhon Rai aux Philippines (2021), le cyclone Eloise au Mozambique (2021), l'ouragan Eta au Honduras, au Nicaragua et au Guatemala (2020), les incendies de forêt en Bolivie (2019), les inondations au Soudan (2019).

## Gouvernance
Le conseil d'administration est composé des PDG ou des directeurs exécutifs respectifs des agences membres.
Les activités quotidiennes de la Coalition humanitaire sont gérées par le secrétariat de l'organisation, basé à Ottawa, Ontario, Canada. Le directeur exécutif actuel de la Coalition humanitaire est Richard Morgan.

## Interventions d'urgence
La Coalition humanitaire a répondu à plus de 24 urgences majeures et 77 catastrophes à plus petite échelle depuis 2005. Plus de 120 millions de dollars ont été mobilisés pour répondre aux besoins d'urgence de 27 millions de personnes.

## Rapports et publications
La Coalition Humanitaire rend régulièrement compte de ses activités. Les rapports annuels et les rapports spécifiques à certaines catastrophes humanitaires sont disponibles sur le site Web de l'organisation en anglais et en français,.

## Homologues internationaux
Partout dans le monde, des agences ont commencé à collaborer et à lancer des appels conjoints. Parmi les mécanismes nationaux d'appel humanitaire qui ont réussi, citons le Disasters Emergency Committee (Royaume-Uni), Aktion Deutschland (Allemagne), Japan Platfor (Japon) et d'autres. Ensemble, ils forment l'Alliance des appels d'urgence.